# ザ・スペシャル
『ザ・スペシャル』は、1985年11月10日から1986年1月19日までTBS系列局が編成していたTBS製作の単発特別番組枠である。全8回。編成時間は毎週日曜 20:00 - 20:54 （日本標準時）。

## 概要
固有枠名消失後の『GOGOサンデー』（日曜 19:30 - 20:54）に替わってスタートした枠。本枠は、世界の名所・名産・人気者などを紹介する番組を主に放送していた。

## 放送番組一覧
1. クイズ ハレーすい星の謎
2. 激突！五木・森の素顔 素晴らしきかな歌・唄
3. チェッカーズズンズン！
4. わくわく温泉ワールド
5. 世界最高のおいしんぼ料理
6. 燃えろ！闘え！長州力
7. 爆笑 新春の宴
8. 俺はターザンになりたい

| TBS系列 日曜20:00枠                                                           | TBS系列 日曜20:00枠                               | TBS系列 日曜20:00枠                             |
| 前番組                                                                        | 番組名                                            | 次番組                                          |
| ----------------------------------------------------------------------------- | ------------------------------------------------- | ----------------------------------------------- |
| 固有枠名無しの単発特別番組枠 （1985年10月6日 - 1985年11月3日） ※19:30 - 20:54 | ザ・スペシャル （1985年11月10日 - 1986年1月19日） | 世界No.1クイズ （1986年2月2日 - 1986年9月28日） |